# Betrayal (Fernsehserie)
Betrayal ist eine US-amerikanische Fernsehserie, die am 29. September 2013 Premiere beim Sender ABC hatte. Aufgrund schwacher Quotenentwicklung wurde keine so genannte back-nine-order gegeben und die Serie erwartungsgemäß nach einer Staffel mit 13 Folgen eingestellt. Die deutschen Ausstrahlungsrechte liegen aufgrund eines Output-Deals mit den ABC Studios bei der Mediengruppe RTL Deutschland. Zu einer deutschsprachigen Ausstrahlung kam es bisher jedoch nicht.

## Inhalt
Die Serie zentriert um die Affäre zwischen der verheirateten Fotografin Sara Hanley und dem ebenfalls verheirateten, aus einer machtvollen Familie stammenden, Anwalt Jack McAllister. Die Prämisse dreht sich auch um einen Mordprozess, auf deren beiden Seiten sich die Protagonisten wiederfinden, was die Sache zwischen ihnen, sowie ihren eigentlichen Ehepartnern und Familien, noch schlimmer macht.

## Darsteller
- Hannah Ware als Sara Hanley
- Henry Thomas als T.J. Karsten
- Wendy Moniz als Elaine McAllister
- Chris Johnson als Drew Stafford
- Braeden Lemasters als Victor McAllister
- Elizabeth McLaughlin als Valerie McAllister
- Stuart Townsend als Jack McAllister
- James Cromwell als Thatcher Karsten
- Helena Mattsson als Brandy Korskaya
- Brendan Hines als Aidan